# Торжковский рынок
Торжко́вский ры́нок — продовольственный рынок в Приморском районе Санкт-Петербурга.
Площадь рынка — свыше 2,7 тыс. м²., в нём располагается более 300 торговых мест. Рынок находится в пешеходной доступности от станции метро «Чёрная речка».
Рынок построен в 1976—1978 гг. и заменил существовавший до этого Светлановский рынок на одноименной площади. Название рынка связано с Торжковской улицей, на которой он находится.
7 октября 1992 на рынок было совершенно нападение 70 боевиков одной из организованных преступных группировок. Пострадали десятки продавцов и покупателей, один человек погиб.
В 2000—2002 гг. рынок был реконструирован, расширились торговые помещения, отремонтирован фасад здания.
На рынке предусмотрены бесплатные и льготные места для огородников, представляющих Ленинградскую область. На территории рынка расположена санитарно-ветеринарная лаборатория управления государственной ветеринарной службы при правительстве Санкт-Петербурга.
В 2007 году на конкурсе «Золотой Гермес» рынок завоевал первый почётный приз среди продовольственных рынков Санкт-Петербурга и награждён дипломом губернатора Санкт-Петербурга В. И. Матвиенко.
В 2023-24 годах  была произведена комплексная  реновация Торжковского рынка.  После модернизации, выполнения нового дизайна и замены оборудования проект превратился в современное  гастрономическое, торговое и деловое пространство.  На Торжковском рынке представлена продукция российских фермерских хозяйств, сыроварен, мясо натурального откорма, живая рыба, живые моллюски, овощи и фрукты. Здесь располагается гастрономических дворик с точками питания, которые представляют русскую и национальные кухни,  пекарни и кондитерские.  На втором этаже здания  разместилось деловое пространство "Торжковский лофт".